# Bhoot (Wind)
Der Bhoot (englische Schreibweise für bhut, bedeutet auf Hindi „Geist“) ist ein staubiger Wirbelwind in Indien. Er ist meist lokal begrenzt und mit losem Staub und Sand gefüllt. Die Drehrichtung des Bhoot ist gegen den Uhrzeigersinn. Er entspricht etwa einer Kleintrombe.